# Robert L. Packard
Robert Lewis „Bob“ Packard (* 10. August 1928 in Lincoln, Nebraska; † 8. April 1979 in Lubbock, Texas) war ein US-amerikanischer Mammaloge.

## Leben
Packard war eines von zwei Kindern von Wayne und Josephine Packard. Nach dem Abschluss der öffentlichen Schule im Jahr 1947 absolvierte er ein Doppelstudium in Botanik und Zoologie an der University of Nebraska, das er im Jahr 1951 erfolgreich abschloss. Nach zwei Jahren Militärdienst als Offizier im Ordnance Corps der United States Army schrieb sich Packard an der University of Kansas ein, wo er 1955 mit der Arbeit The tree squirrels of Kansas: their ecology and economic importance den Master of Arts unter der Betreuung von Rollin H. Baker erlangte. 1960 wurde er unter der Leitung von E. Raymond Hall mit der Dissertation Speciation and evolution of the pygmy mice, genus Baiomys an derselben Universität zum Ph.D. promoviert. 
Schon früh in seiner College-Karriere, noch während des Studiums, manifestierte sich das Interesse von Packard an der Wirbeltierzoologie, insbesondere an Vögeln, wie aus seinen ersten Schriften hervorgeht. Im Laufe der Zeit verlagerte er seinen Fokus auf Säugetiere, was sich in den meisten seiner 61 veröffentlichten Beiträge widerspiegelt.
Nach Abschluss seiner Doktorarbeit wurde er zum Assistant Professor für Biologie an der Stephen F. Austin State University in Texas ernannt, wo er von 1959 bis 1962 lehrte. Anschließend wechselte er an das Texas Technological College (1969 in Texas Tech University umbenannt), mit dem er bis zu seinem Tod verbunden war. Dort war er von 1962 bis 1965 Assistant Professor für Biologie, von 1965 bis 1967 außerordentlicher Professor und danach ordentlicher Professor. 
Von 1967 bis 1968 fungierte er in dieser Einrichtung auch als stellvertretender Dekan der Graduiertenschule, von 1971 bis 1975 als Forschungskoordinator für das Museum sowie von 1975 bis 1979 als Direktor des Junction Center Campus. Packard litt als Kind an hypoplastischer Anämie, einer seltenen Blutkrankheit, die sein Leben in verschiedenen Graden beeinträchtigte und wahrscheinlich zu seinem vorzeitigen Tod beitrug. Trotz dieser Krankheit führte er ein aktives Leben, nahm an sportlichen Aktivitäten in der High School teil und engagierte sich später in umfangreicher zoologischer Feldarbeit. 
Am 27. Dezember 1950 heiratete Packard Patricia Joann Croskary. Aus dieser Ehe gingen zwei Töchter hervor, Lisa Ann im Jahr 1954 und Lori Sue im Jahr 1960 (das erste Kind, ein Sohn, wurde 1952 tot geboren). Die beiden Mädchen wurden mit der gleichen Blutkrankheit diagnostiziert wie ihr Vater, jedoch führte die genetisch bedingte Erkrankung bei ihnen bereits in der Kindheit zum Tod. Lisa starb 1965 und Lori 1968.
Packard leitete 23 Masterarbeiten und führte acht Kandidaten der Texas Tech University zum Doktortitel. Er war mit vielen wissenschaftlichen und Gelehrtenvereinigungen verbunden. Noch während seines Studiums trat er 1949 der American Society of Mammalogists (ASM) bei und diente der Gesellschaft in einer Reihe von offiziellen Funktionen: als gewählter Direktor für insgesamt fünf Amtszeiten und 11 Jahre bis zu seinem Tod (1968 bis 1975, 1976 bis 1979), als Mitglied des ständigen Ausschusses für die Erhaltung von Landsäugetieren (1961 bis 1963), Vorsitzender des Mitgliedsausschusses (1968 bis 1975) und 1976 als Vorsitzender des lokalen Ausschusses für die 56. Tagung der ASM in Lubbock. Darüber hinaus diente er unter anderem der Texas Academy of Science als Vizepräsident und der Southwestern Association of Naturalists als Zeitschriftenredakteur, ständiger Sekretär, designierter Präsident und als Präsident in den Jahren 1972 bis 1973.
In Zusammenarbeit mit José Ticul Álvarez Solórzano (1935–2001) beschrieb Packard 1965 die fossile Mäuseart Baiomys intermedius aus dem Pleistozän.
Packard starb am 8. April 1979 an den Folgen einer Darmkrebserkrankung.

## Dedikationsnamen
Chester O. Martin und David J. Schmidly benannten 1982 die Unterart Antrozous pallidus packardi der Wüstenfledermaus nach Packard.